# Paenibacillus larvae
Espèce
Paenibacillus larvae est une espèce de bactéries responsable d’une maladie contagieuse connue sous le nom de loque américaine (American foulbrood, Histolysis infectiosa perniciosa larvae apium, Pestis americana larvae apium), qui touche spécifiquement le couvain (zone regroupant les larves) de la colonie d’abeilles.

## La cible dePaenibacillus larvae: le couvain non operculé

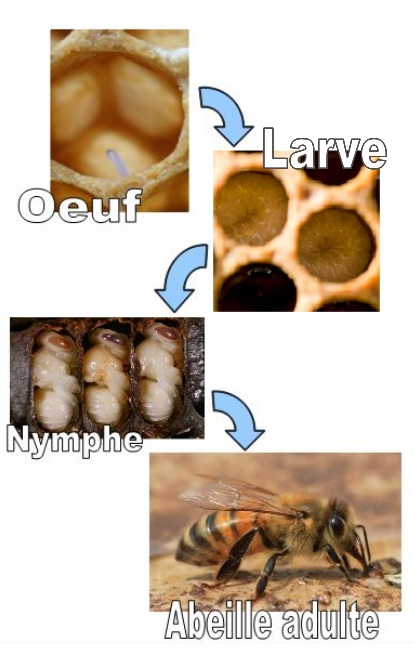
Cycle de l'abeille

La reine, mère de l’ensemble des abeilles de la ruche, pond ses œufs dans les alvéoles, et peut choisir de les féconder ou non. Un œuf fécondé donnera naissance à une abeille femelle (ouvrière ou reine), un œuf non fécondé donnera une abeille mâle, que l’on appelle un faux-bourdon ou abeillaud. Le cycle de vie de l’abeille s’articule autour de trois structures principales :
- l’œuf : il mesure moins de 2 mm et éclot au bout de 3 jours pour donner une larve.
- la larve : pendant les 3 premiers jours du stade larvaire, toutes les larves sont nourries par les abeilles nourrices avec de la gelée royale. Si celles-ci décident d’élever une reine, la larve sera continuellement nourrie à la gelée royale ; sinon, la larve sera nourrie avec un mélange de miel et de pollen. À la fin de la période larvaire, les ouvrières recouvrent l’alvéole d’un opercule de cire, c’est l'operculation. La durée du stade larvaire varie selon le type de l’abeille : 8 jours pour une reine, 9 jours pour une ouvrière, et 10 jours pour un faux-bourdon.
- la nymphe : pendant cette période, la larve va profondément se métamorphoser pour prendre la forme d’une abeille parfaite. La fin du développement de ses mandibules lui permettra de découper l’opercule de l’alvéole pour pouvoir en sortir, conduisant à son émergence (naissance). Ce stade dure en moyenne 5 jours pour une reine, 9 pour une ouvrière, et 11 pour un faux-bourdon[2].

Paenibacillus larvae infecte les larves âgées de 2 à 3 jours, lorsque celles-ci ne sont pas encore operculées. On parle de couvain non operculé.

## Paenibacillus larvae: agent de la loque américaine

### Biologie
Paenibacillus larvae est une bactérie sporulante Gram positive. Les spores, qui constituent le mode de dissémination et de contamination de la bactérie, sont extrêmement résistantes. En effet, des tests montrent que celles-ci peuvent résister 35 à 40 ans dans le milieu extérieur, plus d'un an dans le miel, et également à certains solvants tels que le benzène. L’infection des larves (âgées d’environ 2 jours) se réalise donc par l’intermédiaire de nourriture contaminée par des spores de P. larvae, apportée par les abeilles nourrices. Les spores ingérées par les larves vont germer au niveau du tube digestif de celles-ci pour donner des formes végétatives qui pourront se multiplier de manière exponentielle. Il est important de noter que P. larvae produit une substance antibactérienne empêchant le développement d’autres bactéries. L’infection va ensuite se propager dans l’hémolymphe de la larve (l’équivalent de notre sang), puis dans tous ses tissus, conduisant à sa mort par septicémie. La larve est à ce stade entièrement déstructurée, et consiste en une masse visqueuse et collante. Lorsque toutes les ressources nutritives seront consommées, la bactérie va sporuler afin de survivre dans ce milieu devenu défavorable. Chaque larve morte peut contenir jusqu'à plusieurs milliards de spores. Même à travers l’opercule présent sur l’alvéole, les abeilles « sentent l’infection » et essayent d’éliminer de la ruche les larves contaminées. Malheureusement, la consistance visqueuse de la larve rend difficile le nettoyage de l’alvéole par les ouvrières, qui répandent les spores de P. larvae partout dans la ruche. La loque américaine mène donc à la destruction du couvain, conduisant à une forte diminution, voire à la disparition totale de la colonie d’abeilles.

### Géographie
La loque américaine s'appelle ainsi car c'est un américain, Gershom Franklin White, qui l'a décrite en premier en 1906. Malgré son nom, cet agent pathogène est présent dans le monde entier, sauf en Afrique sub-saharienne.

### Diagnostic

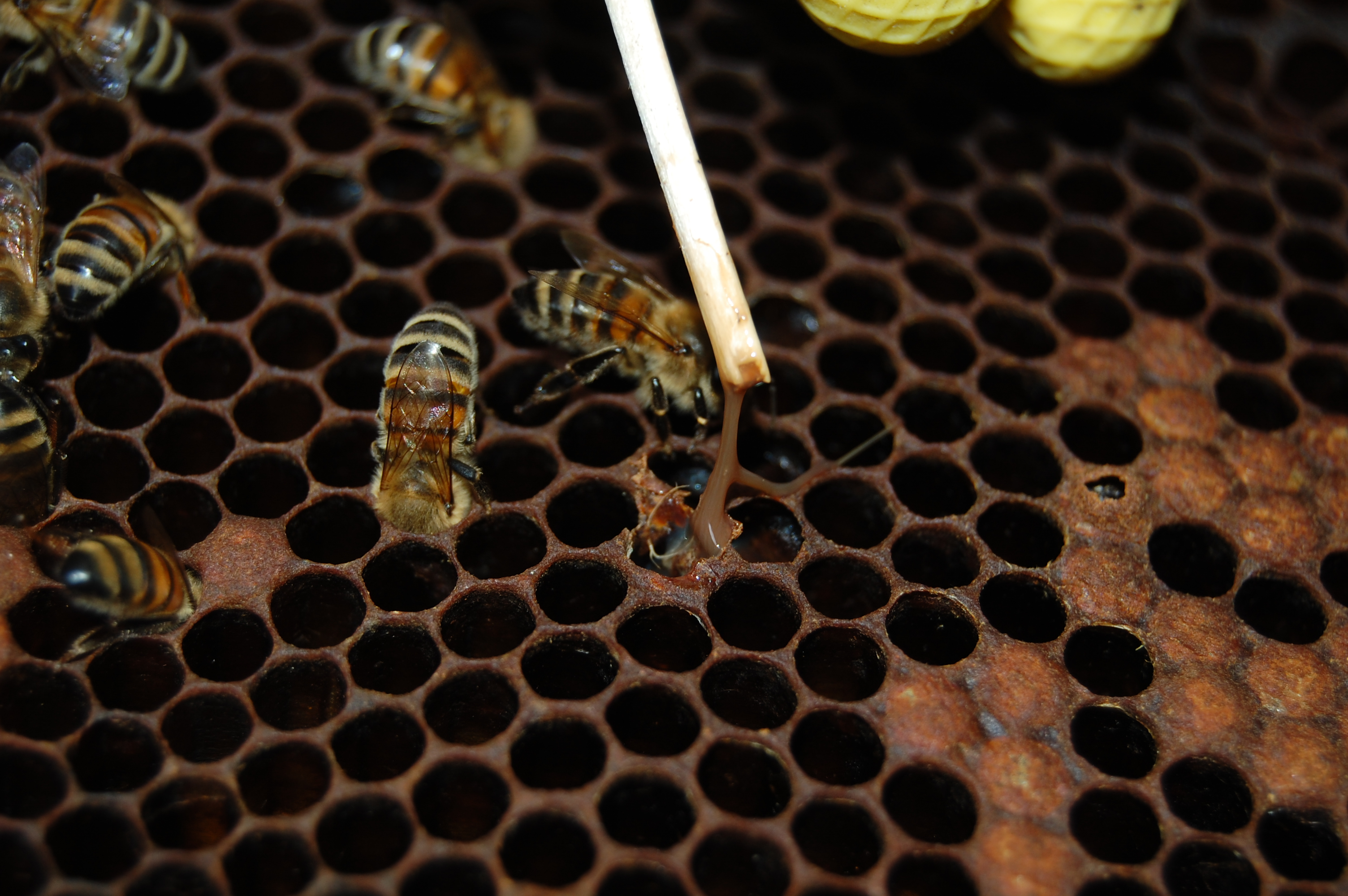
Test de l'allumette

La présence de la loque américaine va provoquer des symptômes similaires à de nombreuses maladies pouvant toucher les abeilles, comme la présence d’un couvain en mosaïque, une faible activité de la colonie, ou encore une population déclinante. On peut constater des opercules affaissés et une odeur d'ammoniac.
Il existe un test très simple pour vérifier si une ruche est infectée par P. larvae. Il faut mettre une allumette dans un alvéole encore operculé et la retirer. Si un filet visqueux s’étend de l’alvéole sur l’allumette, la loque américaine est présente. Ce filet correspond en fait aux restes de la larve complètement rongée par la bactérie qui s'est multipliée en elle.

### Traitement
Bien que la forme végétative de P. larvae soit sensible à la streptomycine, à la pénicilline et à la terramycine, il n’existe à l’heure actuelle aucun traitement utilisable contre la loque américaine. L’utilisation d’antibiotique est en effet interdite dans le domaine apicole européen, en raison de la réglementation interdisant les résidus d’antibiotiques dans le miel. La prophylaxie reste donc le meilleur moyen de lutte. Elle consiste en de bonnes pratiques apicoles, comme la désinfection du matériel utilisé, ou l’absence de carence en pollen, qui est un facteur favorisant. Si la colonie est trop atteinte, il faudra l’éliminer en asphyxiant les abeilles par une mèche de soufre incandescente. La ruche sera ensuite brûlée pour éviter la contamination des autres ruches. Des recherches ont cependant montré que certaines huiles essentielles d’oranger, de cannelle, de cumin, avaient une activité sur P. larvae.

### Conséquence
La loque américaine est donc une maladie très grave et très contagieuse, qui peut conduire à une catastrophe apicole si elle n’est pas surveillée et maitrisée. Les abeilles et les autres pollinisateurs (abeilles solitaires, papillons, syrphes…), ont un rôle en effet indispensable dans la pollinisation. Sans eux la reproduction de nombreuses plantes à fleurs serait beaucoup plus difficile voire impossible pour certaines plantes utilisées en agriculture, ce qui conduirait à une hausse indéniable des prix des aliments. En effet, plus de 75 % des espèces végétales cultivées dans le monde sont concernées par l’activité pollinisatrice des insectes. Ainsi, 35 % de la production mondiale de nourriture est directement dépendante des insectes pollinisateurs, et notamment des abeilles. Quant à la production de miel, l'impact serait très important. À titre d’exemple la quantité de miel récoltée en France est estimée à 20 000 tonnes par an, ce qui représente un chiffre d’affaires de 90 millions d'euros auxquelles il faut ajouter 27 millions d’euros liés aux productions annexes (gelée royale…). L’impact de la pollinisation en France est quant à lui estimé à 3 milliards d’euros, ce qui renforce le caractère essentiel de l’abeille domestique.

## Législation
En France, la loque américaine est une maladie réglementée faisant partie de la liste des maladies réputées contagieuses (MRC) de l’article D223-21 du code rural. Il s'agit de maladies ayant un fort impact sur la santé publique, l'économie de l’élevage ou le commerce international. La loque américaine est Danger Sanitaire de catégorie 1. En cas de constat de la maladie, sa déclaration aux autorités sanitaires et vétérinaires est obligatoire et conduira à la prise de mesures destinées à assainir et à bloquer l’expansion de la maladie.

## Taxonomie
Le nom correct complet (avec auteur) de ce taxon est Paenibacillus larvae (White 1906) Ash et al. 1994.
Paenibacillus larvae a pour synonymes :
- Bacillus larvae White 1906
- Bacillus pulvifaciens (ex Katznelson 1950) Nakamura 1984
- Paenibacillus pulvifaciens (Nakamura 1984 ex Katznelson 1950) Ash et al. 1994
- Paenibacillus larvae subsp. pulvifaciens (Nakamura 1984 ex Katznelson 1950) Heyndrickx et al. 1996

### Étymologie
L'étymologie de cette espèce est la suivante : lar’vae. L. gen. masc./fem. n. larvae, d'un fantôme, un spectre et en biologie d'une larve.